# Les Vacances de monsieur Rossi
Pour plus de détails, voir Fiche technique et Distribution.
Les Vacances de monsieur Rossi (en italien Le vacanze del signor Rossi) est un film d'animation italien réalisé par Bruno Bozzetto et sorti en 1978. C'est le dernier film mettant en scène le personnage de Monsieur Rossi.

## Fiche technique
- Titre original : Le vacanze del signor Rossi
- Titre : Les Vacances de M. Rossi
- Réalisation : Bruno Bozzetto
- Scénario : Bruno Bozzetto, Guido Manuli, Maurizio Nichetti
- Musique : Franco Godi
- Production : Bruno Bozzetto Film
- Pays d'origine :  Italie
- Genre : Film d'animation
- Format : Couleur
- Durée : 80 minutes
- Dates de sortie : 
  - Italie : 1978
  - France} : ??

## Distribution (voix)
- Giuseppe Rinaldi : Monsieur Rossi
- Gianfranco Mauri : Gaston (Gastone en italien)
- Carlo Bonomi : les autres personnages
- Gianpaolo Rossi : les moutons violets